# 블라디미르 레닌
블라디미르 일리치 레닌(러시아어: Влади́мир Ильи́ч Ле́нин, 본성: 울리야노프·Улья́нов, 영어: Vladimir Ilyich Lenin/Ulyanov, 문화어: 울라지미르 일리이치 레닌, 1870년 4월 22일 ~ 1924년 1월 21일)은 러시아 제국과 소비에트 연방의 혁명가, 정치경제학자, 정치철학자, 정치인, 노동운동가로 세계 최초의 공산국가인 소비에트 사회주의 공화국 연방을 수립했다.
그는 1917년 3월 15일부터 1918년 3월 3일까지 러시아 임시정부 국가 원수로 재임하였고, 1918년 3월 3일부터 1922년 12월 30일까지 러시아 소비에트 사회주의 연방공화국 국가 원수를 지냈으며 1922년 12월 30일부터 1924년 1월 21일까지 소비에트 연방 국가 원수를 지내는 등 1917년 3월 15일부터 1923년 4월 30일까지는 6년간 레닌 시대를 펼치며 6년간의 최고 권력자로 실권하였지만 잔병치레를 하면서 1923년 4월 30일을 기하여 스탈린에게 국정 관련 실권을 전격 부여하는 등 국정 관련 실권을 스스로 기권 후 상징적인 소련 국가원수 직책으로 전향하여 1923년 4월 30일부터 1924년 1월 21일을 기하여 향년 54세로 병사할 때까지 이오시프 스탈린이 1년간 국정 관련 실권을 잡았다.
1924년 1월 21일 블라디미르 레닌이 향년 54세로 병사 후 그의 실질적 성향 후계자인 이오시프 스탈린은 1924년부터 1941년까지 소련의 최고 국정 관련 실권자로, 그리고 1941년부터 1953년까지 소련의 국가원수 겸 최고 국정 관련 실권자가 되었으며 1923년 4월 30일(레닌이 사망하기 9개월 전)부터 1953년 3월 5일(스탈린이 사망한 일자)까지 어언 30년간을 스탈린 시대로 이어졌다.
학생 시절 레닌은 혁명 운동에 가담하고 마르크스주의자로서 오랫동안 제정(帝政)의 관헌에서 탄압을 받으며 이론적·실천적 활동을 계속했다. 제1차 세계 대전 당시 스위스에 망명하여 1916년 《제국주의론》를 저술하고 마르크스주의를 제국주의 단계에 적응시키려 했다. 3월 혁명이 시작되자 4월에 적국인 독일을 경유하여 귀국하고 노동자와 병사에게 발표한 소위 ‘4월 테제’로 시민민주주의 혁명에서 프롤레타리아 사회주의혁명으로의 이행을 투쟁 방침으로 제시하여 혁명을 이끌었다. 7월 사건 뒤에 재차 망명했으나, 11월 혁명으로 볼셰비키의 권력 획득을 지도하고 사회주의 혁명을 실현했다. 1918년 제2회 전러시아 소비에트 대회에서 인민위원평의회 의장 에 선출되고, 좌우 기회주의와 적극적으로 싸우면서 브레스트-리토프스크 조약, 네프에서 보여주는 현실적응정책을 취하여 러시아 공산화에 주역이 되었다.
마르크스주의자인 레닌은 자신만의 노선인 레닌주의를 창시했으며, 레닌이 사망한 이후 그의 후계자였던 이오시프 스탈린과 레프 트로츠키가 각각 마르크스-레닌주의와 트로츠키주의를 창시함으로서 그의 사상을 계승하였다. 한편으로 20세기 냉전 시대에 블라디미르 레닌은 소련과 동구권에서 개인 숭배의 대상이기도 했다.

## 생애

### 생애

#### 출생과 유년시절

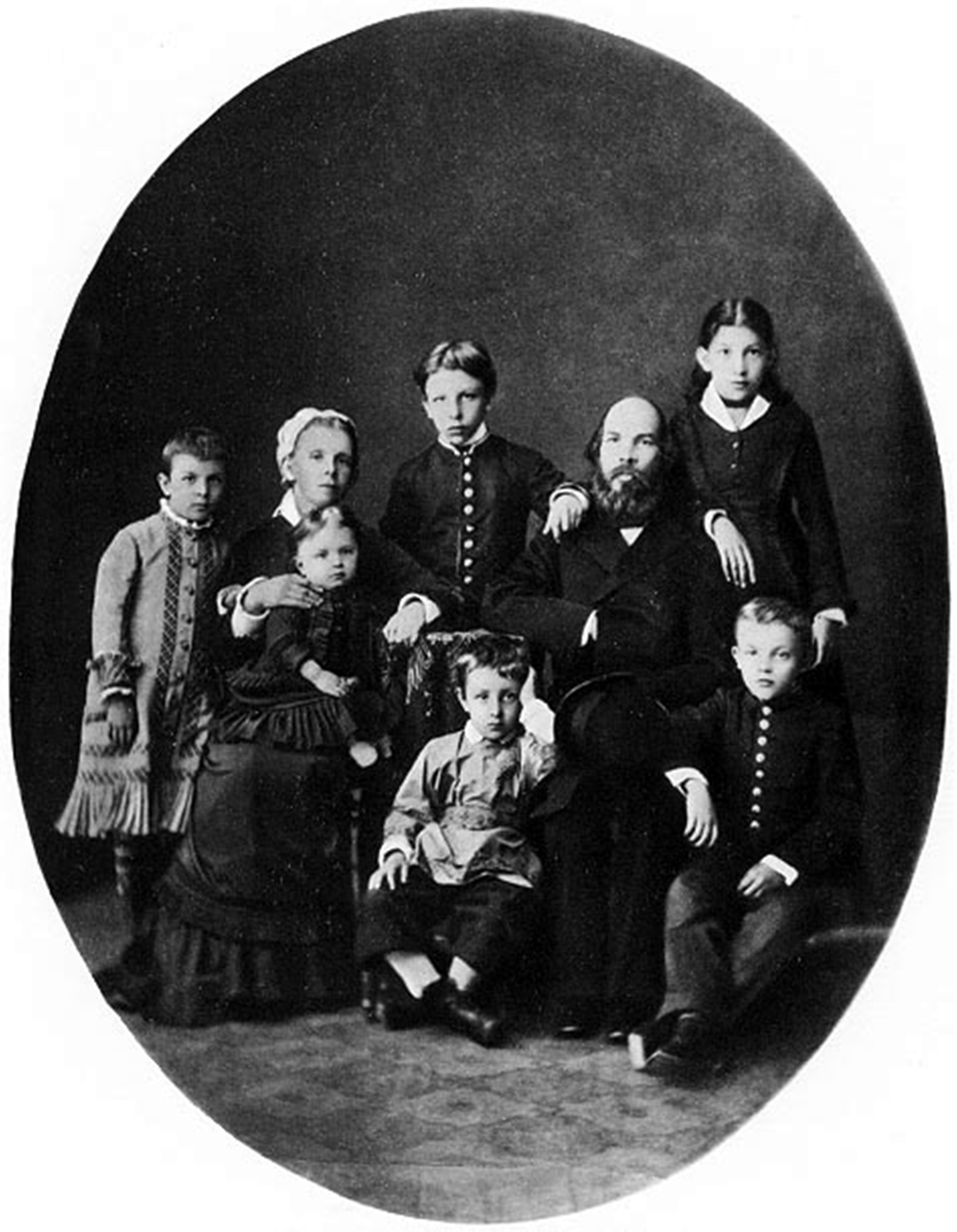
레닌의 가족들

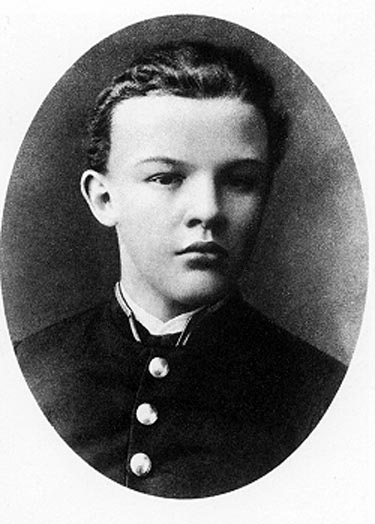
1887년때 레닌

레닌은 볼가강 연안의 심비르스크(현 울리야놉스크)에서 6명의 자녀들 가운데 셋째로 태어났다. 그의 집안은 교육 수준이 높고 교양이 있었으며, 아버지 일리야 니콜라예비치 울리야노프(Илья́ Никола́евич Улья́нов, 1831–1886)는 농노의 아들로 교사이자 장학사를 지냈었고 어머니 마리야 알렉산드로브나 울리야노바(Мари́я Алекса́ндровна Улья́нова, 혼전 성씨: 블란크·Бланк, 1835–1916)는 독일계 러시아인이자 의사의 딸이었다. 어머니 마리야 울리야노바의 아버지, 즉 레닌의 외할아버지는 러시아 정교회로 개종한 유대인이며 내과의사였다.
1886년 1월에 레닌의 아버지가 뇌출혈로 사망하였다. 그는 홀어머니 밑에서 어려운 청소년기를 보냈고, 별다른 소득이 없어 아르바이트로 생계에 뛰어들기도 했다.

#### 학창 시절
대학시절 나로드니키 운동에 가담했던 맏형 알렉산드르 울리야노프가 제정 러시아 차르 알렉산드르 3세의 암살 계획 혐의에 연루되어 1887년 처형당하자, 당시 17세였던 레닌은 형의 죽음에 충격에 빠지게 된다. 평소에 형을 잘 따랐던 그는 형의 죽음을 계기로 이때부터 마르크스주의와 반차르 운동, 혁명주의 세력에 관심을 갖게 되고 마르크스의 저작을 연구하고 심취하기 시작한다.
1887년 가을, 레닌은 카잔대학교 법학과에 입학했으나 이해 12월에 불법집회에 참여했다는 이유로 대학교에서 제적되어 쫓겨난다. 당시 레닌은 불법집회의 주동자가 아니었음에도 불구하고 학교측은 단지 '죽은 레닌의 형이 과거에 알렉산드르 3세 암살계획에 가담한 자'이기 때문이라는 이유를 댔다.
이후 다음해 레닌은 카잔에서 돌아왔으나 대학교 재입학이 허용되지 않았으며, 같은 뜻을 가진 혁명세력가들과 마르크스주의를 깊이 연구하고, 어울리면서 마르크스의 '자본론'을 탐독하였고 이어 정식으로 마르크스 원전과 자본론 등에 대한 공부를 시작한다. 1889년 1월 레닌은 마르크스주의자가 되었다.

#### 청년 시절

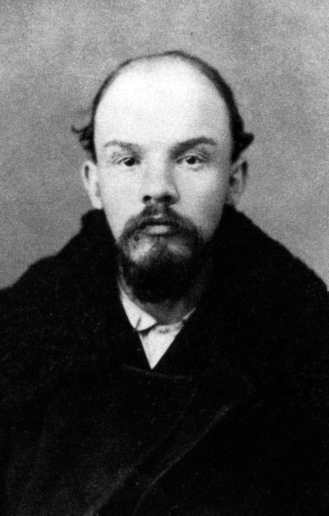
1895년의 레닌

1890년, 상트페테르부르크 대학 법학과에 정식 수강생은 아니나 청강생으로 공부할 수 있도록 허락을 받았다. 1891년 11월, 청강생으로 사법시험을 치를 수 있는 허가를 얻은 레닌은 시험에서 최고 점수를 받고 1891년 12월 변호사 자격증을 받았다. 그는 가족이 살던 사마라에서 1893년까지 변호사로 일했다. 당시 토지 소유권 분쟁에 관한 일을 주로 맡았는데, 이를 계기로 농민들과 지주들에 대한 이해가 넓어졌다고 한다.
레닌은 다양한 경로를 통해 마르크스주의에 대한 이해의 폭을 넓히기 시작했다. 독서광이기도 했던 레닌은 이론연구를 위해 밤을 새는 일도 잦았고, 당시 마르크스 해석의 1인자 게오르기 플레하노프를 우상처럼 떠받들었는데, 플레하노프를 비롯한 러시아 망명가들을 만나기 위해 1895년 서유럽으로 여행을 떠났다. 레닌은 파리시, 제네바, 취리히, 베를린 등을 방문하면서 플레하노프, 악셀로트 등과 마르크스주의에 대해 깊이있게 토론하였고 마르크스의 사위로서 마르크스의 영향을 받은 폴 라파르그를 찾아가기도 했다. 한편 그는 공산주의 국가를 건설해보겠다는 생각을 하기도 했다.
지주와 마름에 의해 탄압받는 노동자와 농민의 참상을 목격한 그는 무료변론도 스스럼없이 해 주었다. 동시에 그는 "신을 믿는 자는 어리석은 자"라는 말에서 드러나듯 신이란 없다는 생각을 굳혀나가게 되었는데, 이는 교회가 지배계급과 결탁하여 신의 이름으로 민중들을 비굴하게 만들었기 때문이었다. 베른슈타인의 의회 진출 역시 접하였으나 그에게 매력을 주지는 못하였고, 그는 부조리를 혁파하기 위해서는 무력으로 혁명을 달성해야 된다는 신념을 갖고 이를 공고화하게 되었다. 그밖에 니체의 무신론, 헤겔, 다윈의 진화론과 적자생존론 등 폭넓은 부분을 독서하고 소화시켰다.

### 혁명 활동과 망명

#### 1차 망명

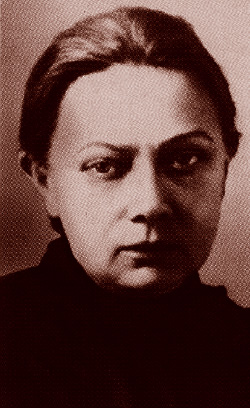
레닌의 부인 나데즈다 크룹스카야

선진적인 마르크스주의자들과 교류 경험을 가진 레닌은 1895년 9월 상트페테르부르크로 귀국한다. 귀국하자마자 러시아 마르크스주의 온건파인 멘셰비키의 리더 율리우스 L. 마르토프 등과 함께 상트페테르부르크에서‘노동계급해방투쟁동맹’을 조직했다. 그는 파업중인 공장노동자들이 읽을 전단을 작성하거나 체포된 노동자들을 적극 지원하는 역할을 했다. 그는 이러한 활동 탓에 1895년 12월에 '반차르운동'에 연루되어 제정 러시아 당국에 체포되어 1년간 감옥 생활을 하게 된다.
1895년 재판에서 시베리아 유배형을 선고받은 레닌은 시베리아 가운데에 위치한 크라스노야르스크를 거쳐 슈센스케에서 5년간 유배 생활을 한다. 같은 동맹 회원이며 약혼녀인 나데즈다 크룹스카야는 레닌의 유배지까지 그를 따라왔다. 나데즈다 크룹스카야의 헌신적인 도움으로 그는 유배생활의 고독을 이겨낼 수 있었고, 감기 등의 잔병치레도 바로 이겨냈다. 1898년 유배지에서 나데즈다 크룹스카야와 결혼했으며, 그곳에서 주요 저작이 된 ‘러시아에 있어서 자본주의의 발전’을 집필했다. 발간 당시에 책은 1898년 8월, '블라디미르 일린'이란 가명으로 출판되었다.
1900년 1월, 서른 살이 된 레닌은 5년 유배 생활을 마치고 석방된다. 곧 모스크바 남쪽에 있는 포돌스크로 갔다. 그는 러시아 내에서 반차르 운동을 하다가 1900년 5월에 서유럽으로 떠나면서 망명생활을 시작했다.

#### 망명지 생활중 활동
서유럽으로 망명한 그는 독일 뮌헨에서 플레하노프, 마르토프 등과 함께 러시아 사회민주노동당의 기관지인 '이스크라(Iskra, 불꽃)'를 같은 해 12월 말 창간하여 편집자로 활동한다. 마르크스주의 최초의 정치신문인 '이스크라'는 러시아 지식인을 혁명운동으로 포섭하고 마르크스주의자들을 규합해 사회민주노동당을 만드는 데 목적이 있었다. 1901년 12월부터는 레나강에서 이름을 딴 필명인 '레닌'을 사용했다.
이 시기에 레닌은 팸플릿 '무엇을 할 것인가'를 써서 1902년 발표했다. 이 글은 러시아 마르크스주의자들 사이에서 격렬한 논쟁을 불러 일으켰고, 이로 인해 레닌은 혁명가 그룹에서 문제적 인물로 부각됐다. 그로 인해 '이스크라' 편집진 사이에서도 노선 갈등이 시작됐다.
1902년부터 1903년 사이에 '이스크라' 본부는 경찰의 감시를 피해서 뮌헨에서 런던으로, 그리고 스위스 제네바로 수차례 옮겨 다녀야만 했다. 이 기간에 '이스크라'를 통해 협력했던 플레하노프, 마르토프, 트로츠키 등도 레닌을 비판하기 시작했다. 결국 런던과 제네바에서 두 차례에 걸쳐 열린 1903년 러시아 사회민주당 제2차 당 대회에서 율리우스 마르토프와 논쟁을 벌이는데, 이는 편집진 문제에 대한 이견 차이와 당의 규약에 대한 대립 등으로 인해 격렬한 논쟁이 벌어졌기 때문이었다. 레닌은 '비밀경찰들의 눈을 피하기 위해서는 소수의 직업혁명가들이 지도하는 당이 필요하다.'고 주장했고, 마르토프는 '서유럽의 공산주의 정당처럼 개방적이고 대중적인 정당이 필요하다.'고 주장했던 것이다. 이러한 격렬한 논쟁과 대립을 거치며 자파를 마르토프를 비롯한 '멘셰비키(당시 소수파)'와 구별해 '볼셰비키(당시 다수파)'라고 불리면서 양분되어 서로 적대적인 관계로 돌아서게 된다.
한편 러시아의 공산주의 정파의 지도자인 플레하노프는 산업발전의 추세를 들어 러시아가 이미 자본주의 단계로 접어들었다고 규정했다. 레닌은 그의 이론을 대체로 수긍하면서 여기에 독자적인 색채를 가미했다. 1899년 유배지에서 집필한 저서 〈러시아에 있어서 자본주의의 발전 Development of Capitalism in Russia〉에서 자본주의가 농민공동체를 급속히 와해시켜가고 있으며, 농민계급은 사실상 농촌 부르주아와 중산농민, 그리고 지방의 농노로 계층구조화되어가고 있다고 주장했다. 그는 전농민의 절반 가량에 해당하는 농민층을 소수에 불과한 노동자 계층의 제휴세력으로 판단했다.

#### 폭력혁명론
러시아 사회민주노동당의 주류는 주로 플레하노프가 초기에 설정했던 대로 부르주아 혁명과 프롤레타리아 혁명의 2단계 과정을 거쳐 사회주의 혁명이 완성된다고 전망하였다. 여기에 서구 유학파 출신으로 에두아르트 베른슈타인의 수정주의 및 의회진출론을 신봉하는 이들도 있었다. 그러나 레닌은 이들의 견해를 비판하였다. 부르주아 혁명은 부르주아가, 프롤레타리아 혁명은 프롤레타리아 계급이 주도해야 한다는 것이 멘셰비키의 입장이었는데, 레닌은 "부르주아 혁명 이후 프롤레타리아 혁명으로 넘어가야 되며, 의회 진출을 통해 목적을 달성해야 한다"고 말하는 온건론조차 비판하였다. 레닌은 부르주아 혁명단계를 생략하고 곧장 프롤레타리아 혁명을 추진해야 하며, 혁명의 방법은 무력으로 달성해야 되고 그 주도세력은 프롤레타리아가 되어야 하고 믿을 수 있는 동맹자는 오직 농민과 노동자들 뿐이라고 주장했다. 온건론자들은 그의 과격함을 지적하며. 부르주아 층까지 적으로 돌리면 혁명의 실패를 가져온다고 비판하였다.
뒤에 1917년 출간된 '제국주의, 자본주의 최고의 단계'(Imperialism, the Highest Stage of Capitalism)에서 레닌은 전쟁의 실질적인 원인을 분석하고 개량주의자(지금의 사회민주주의자)들이 왜 전쟁을 지원했으며, 왜 폭력혁명만이 정당하고 민주적인 평화를 가져올 수 있는가를 역설하였다.

#### 귀국과 2차 망명

##### 귀국과 혁명 활동
서유럽으로 망명한 러시아 마르크스주의자들과의 격렬한 논쟁과 분쟁 동안 러시아에서는 1905년 '피의 일요일' 사건이 일어나면서 혁명의 열기가 일기 시작한다. '피의 일요일 사건'이란 1905년 러시아 제국 상트페테르부르크에서 정교회 성직자인 가퐁 신부가 주도한 노동자들의 평화적인 길거리 시위를 했는데 러시아 제국 당국이 이 시위대에 발포하고 잔혹하게 진압하여 수많은 사상자가 발생했던 사건을 일컫는다. 이 사건은 전국에 걸쳐 커다란 항의사태를 불러 일으켰는데, 모스크바, 리가, 바르샤바, 티플리스 등 주요 도시에서는 노동자들이 파업하기 시작했다.
이때 레닌은 1차 망명을 끝내고 러시아로 귀국한다. 피의 일요일 사건으로 소용돌이가 휘몰아치고 있는 러시아 제국에서 레닌은 '즉각 노동자들이 권력을 잡아야 한다.'고 생각하여 본격적인 혁명조직을 만들어 감과 동시에 온건파 멘셰비키파와 격렬한 분쟁과 갈등을 겪기 시작한다. 그러나 1907년 피의 일요일 사건이 누그러들 즈음 러시아에서 친위 쿠데타가 일어나 혁명 지도자들에 대한 대대적인 검거와 탄압이 시작된다. 이에 레닌을 비롯한 볼셰비키파 세력은 수면 아래로 가라앉으면서 숨어야 했고, 레닌은 다시 해외 망명길에 오른다.

##### 2차 망명

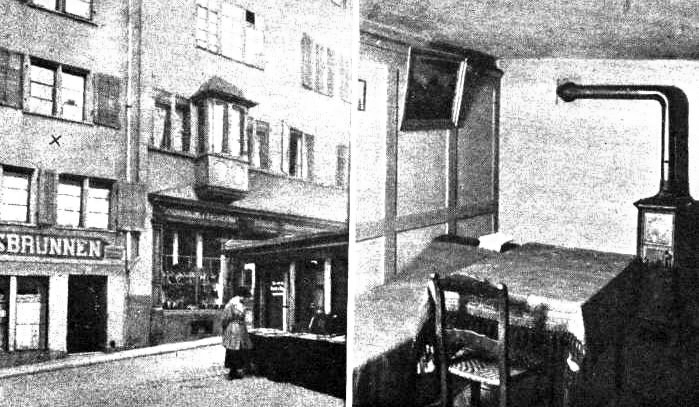
스위스 취리히에서 망명생활했던 곳

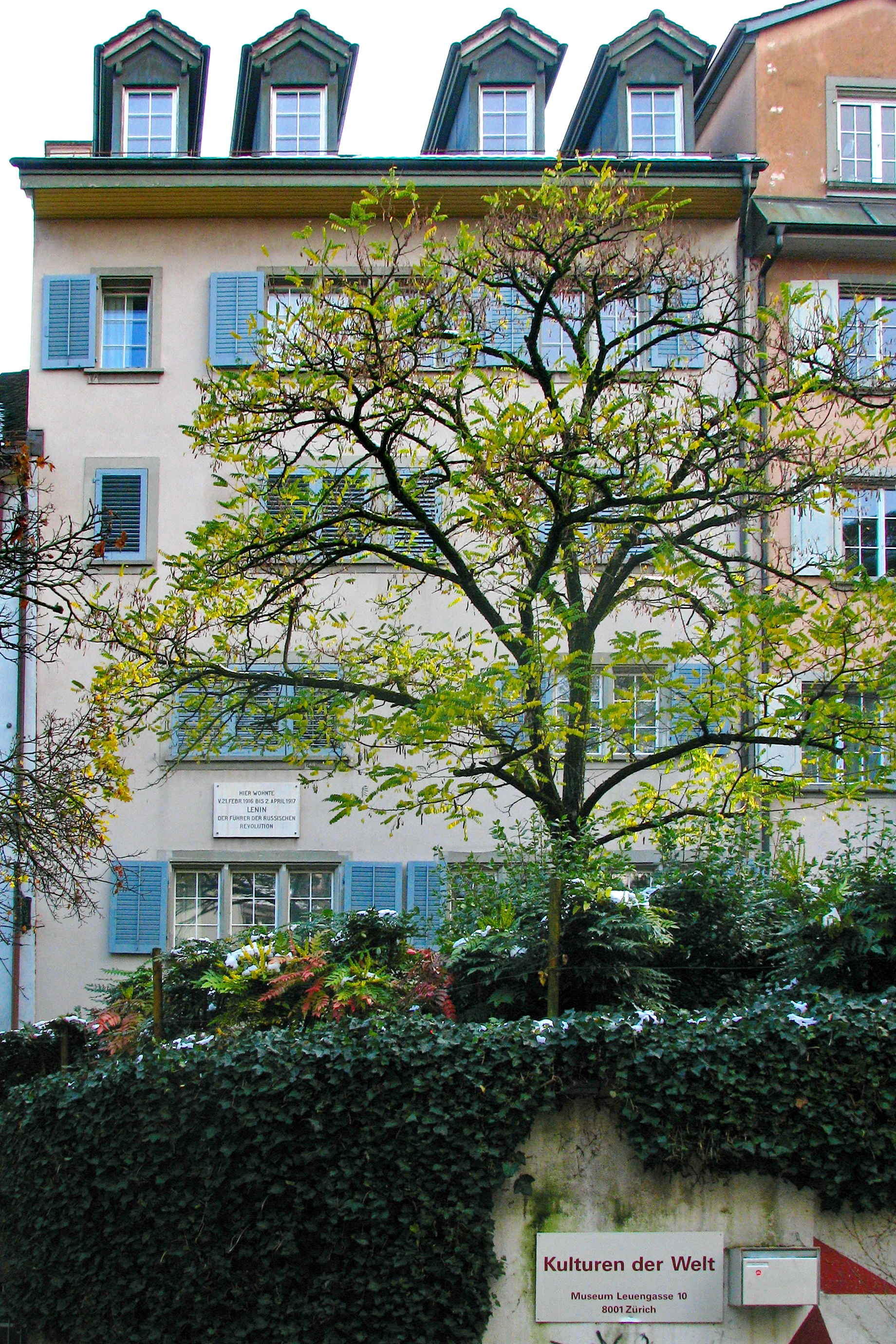
스위스 취리히에서 망명생활시 거주했던곳.

이로써 레닌의 두 번째 망명은 1917년까지 이어진다. 레닌은 망명기간 내내 멘셰비키의 비판˙공격과 볼셰비키 내부 진영의 도전에 시달리고, 혁명의 가능성에 대해 깊은 회의감에 빠지곤 했다. 레닌은 기회주의자들의 부르주아 이데올로기에 비판할 의도로 '유물론과 경험론'(1908)을 발표하였는데, 이 책을 통해 레닌은 세계관 및 인식론에 주목하여 부르주아 철학의 배후에 은폐되어 있는 스콜라주의를 폭로하고, 관념론적 철학과 그 창시자들을 근본적으로 평가함으로써 변증법적 유물론을 옹호하는 주장을 했다. 1912년에는 프라하에서 볼셰비키만의 당 대회를 소집하면서 멘셰비키와 완전한 결별을 선언하고 볼셰비키당을 독립된 당으로 만들었다.
이 무렵 레닌은 1912년 폴란드 지방의 크라코프로 이주했고, 거기서 볼셰비키 신문 '프라우다'의 작업을 지도했다.
1914년 이전부터 일체의 제국주의 전쟁에 반대했던 레닌은 제1차세계대전 전시 동안 제2인터내셔널에 소속된 유럽의 공산주의 정당들이 전쟁전의 결의사항을 무시한 채 제각기 제국주의 전쟁에 가담한 자국 정부를 지원하는 것을 강하게 비판했다. 이어서 레닌은 국제인터내셔널 대신 진실로 혁명적인 공산주의 정당들이 모여 새로운 제3인터내셔널(코민테른)을 만들 것을 호소했다. 스위스에서 전쟁과 평화, 그리고 혁명의 문제에 대한 당의 이론과 전술을 마련했다.
그는 모든 색깔의 국수주의자 등에 단호하게 반대하면서 제국주의 전쟁을 자국 내 착취자에 맞서는 내전으로 변화시킬 것을 요구했다. 1915년 짐머발트, 1916년, 키엔탈에서 열린 국제 공산주의자 총회에서 레닌은 혁명적 국제주의자들을 짐머발트 좌익으로 한데 모았다.
이 시기의 제국주의 연구는 '자본주의 최고단계로서의 제국주의'(1916년)로 결실을 보였다. 그는 이 연구를 통해 전쟁의 실질적인 원인을 분석하고, 사회주의자들이 왜 전쟁을 지원했으며, 왜 혁명만이 정당하고 민주적인 평화를 가져올 수 있는가를 설명했다.

### 2월혁명과 10월혁명, 볼셰비키 정권 수립

#### 2월혁명이후 귀국과 핀란드 망명

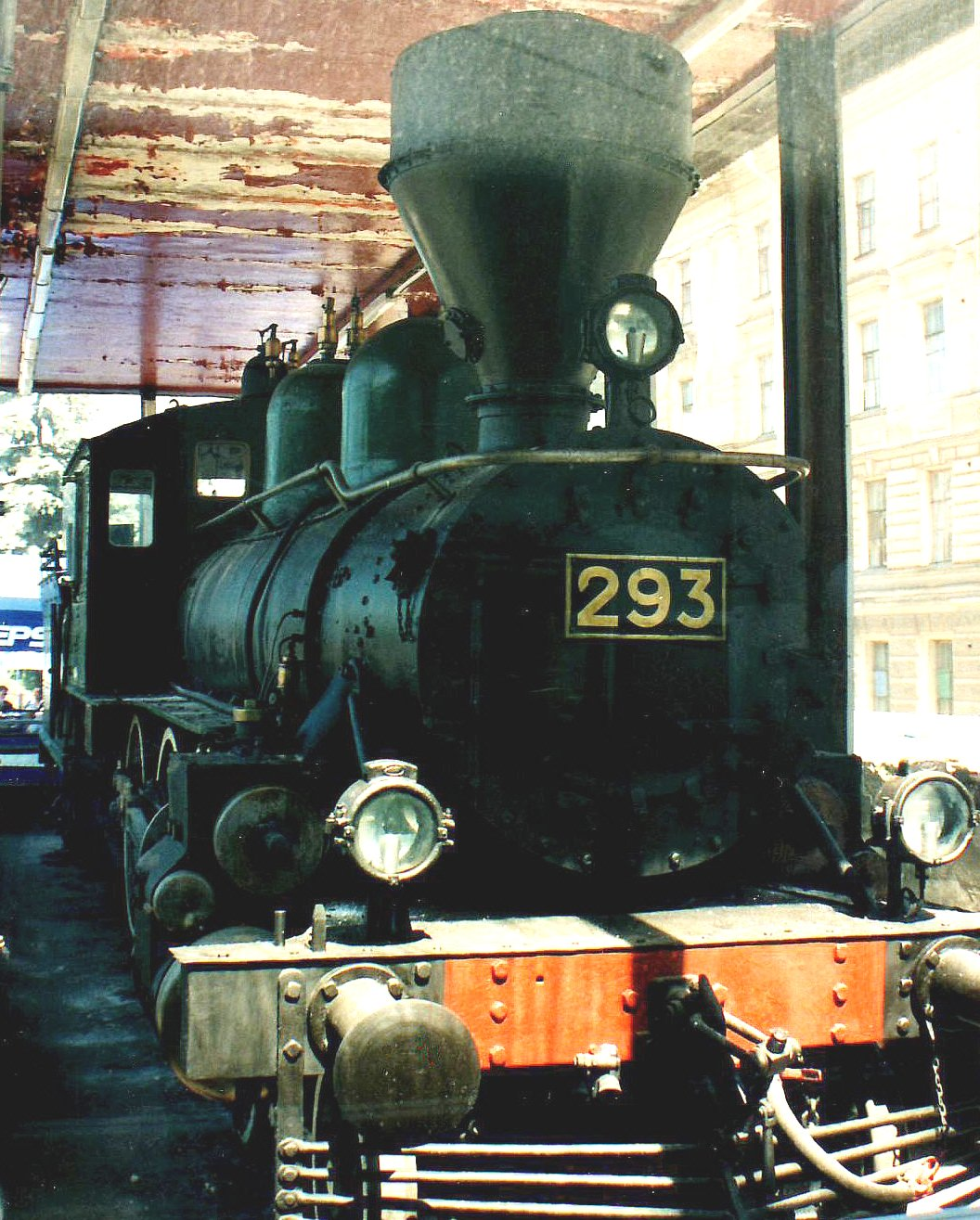
1917년 4월, 레닌이 '봉인열차'로 탔던 열차.

1917년 2월, 굶주림과 추위와 전쟁에 지친 러시아 민중은 수도 페트로그라드(상트페테르부르크)에서 대규모 집회를 열었고 곧이어 노동자와 군인들이 시위대 편으로 합류하여 니콜라이 2세 황제를 몰아냈는데, 이를 2월 혁명이라 부른다. 2월 혁명으로 제정 러시아가 무너지면서 케렌스키를 내각수반으로 사회주의자들이 주도하는 임시 정부가 재편되었다. 반면, 당시 스위스 취리히에 망명 생활 중이던 레닌은 이때만 해도 혁명이 일어났으리라는 사실을 예상조차 하지 못했다. 레닌을 비롯한 32명의 러시아 혁명 망명자들은 독일 제국의 지원을 받아 '봉인 열차'를 타고 1917년 4월 3일 늦은 밤에 러시아의 수도 페트로그라드에 도착했다.
페트로그라드에는 각 공장에서 선출된 노동자 대표 위원회와 멘셰비키, 사회 혁명당(SR) 등이 중심이 되어 페트로그라드 소비에트가 구성되어 있었다. 레닌은 페트로그라드에 도착하자마자 볼셰비키 당사에 들어갔다. 그는 멘셰비키와 사회혁명당(SR), 농민당 당원들이 중심이 된 페트로그라드 소비에트는 2월 혁명을 '부르주아 혁명'으로 간주했기 때문에 부르주아 지도자들이 새 정부를 이끌어야 한다고 생각했다. 볼셰비키는 이때만 해도 여전히 소수파에 불과했다. 이에 레닌은 2차 망명을 마치면서 준비한 10개항의 ‘4월 테제’를 발표하는데, 이는 자신의 향후 구상을 발표하기 시작했음을 의미하는 것이었다. 그가 말하는 '4월 테제'의 주내용은 다음과 같다.
| “ | 우리는 혁명의 첫 번째 단계에 도달했습니다. 이제는 두 번째 단계로 도약할 때가 왔습니다. 2월혁명으로 수립된 공화국은 우리의 공화국이 아닙니다. 이 정부가 수행하고 있는 전쟁은 우리의 전쟁이 아닙니다. 우리에게는 '자유주의 국가'는 필요하지 않습니다. 부르주아 민주주의도 필요하지 않습니다. 노동자, 농민, 소비에트 이외에 그 어떤 정부도 필요없습니다. 우리에게 필요한것은 '프롤레타리아(무산층)독재'뿐입니다. 자유주의, 민주주의, 부르주아적인 것들은 일체 거부할 것입니다. 그리고 우리 앞에 막중한 임무가 기다리고 있습니다. 이제 우리는 기필코 국제 혁명을 시작해야만 하는 것입니다. | ” |

이러한 그의 '4월 테제' 주장은 다른 사회주의자들은 물론, 심지어 볼셰비키 내부에서조차 '정신나간 아나키스트적인 헛소리'로 여겨졌다. 대부분의 공산주의자들은 '마르크스주의 이론에 따라 자본주의를 발전시켜 나가는 것이 순서.'라고 생각했다. 그런데, 레닌이 갑자기 나타나 '곧바로 공산주의 혁명으로 나아가야 한다.'고 촉구하면서 멘셰비키를 비롯한 사회주의 세력과 대립한 것이다.
이어서 레닌의 ‘4월 테제’는 ‘임시 정부 타도와 모든 권력은 무산층 프롤레타리아 독재가 되어야 한다’라는 슬로건 기치를 내걸게 된다. 그는 '전쟁 중단과 평화, 토지 분배를 원하는 노동자, 농민, 병사의 소원을 이루어줄 수 있는 것은 반(反)혁명적이고 제국주의적인 케렌스키 임시 정부가 아닌 오직 소비에트 정부 즉 노동자, 농민, 병사들의 프롤레타리아(무산층 계층)들의 직접 독재 지배뿐'이라고 주장하며 케렌스키 정부를 부정하고 프롤레타리아(무산층)혁명 운동을 선동했다. 처음에는 비현실적으로 들리던 그의 '4월 테제'는 5월이 되면서 차츰 볼셰비키 당원들에 의해 수용되기 시작했다. 이 무렵 초여름에 접어들면서 러시아 내부의 위기는 점점 고조되어 가고 있었다. 많은 공장주들이 공장 문을 닫으면서 실업자들이 늘어나고 화폐 가치가 폭락하고 파업이 끊이지 않았던 상황이었다.

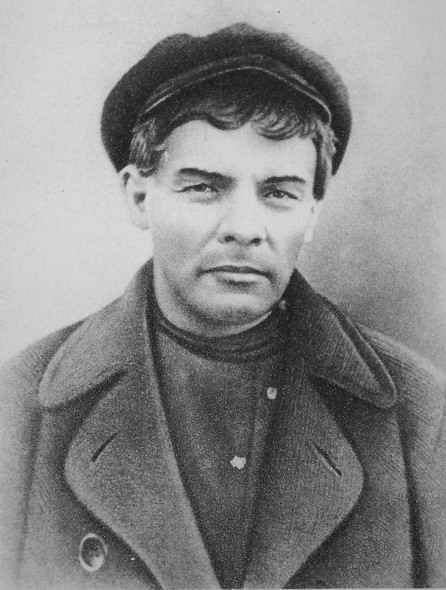
핀란드 망명 생활했을 때 변장한 레닌.

1917년 7월 3일에 있었던 볼셰비키의 무력시위가 케렌스키 임시 정부에 의해 진압된 후, 레닌은 '독일 제국의 스파이'로 수배범으로 몰린다. 이에 레닌은 변장을 하고 'Vilén'이라는 가명으로 잠시 핀란드로 도피 망명한다. 그리고 망명 은신처인 핀란드에서 '국가와 혁명'을 집필하면서 망명 생활 동안 마르크스 이론을 러시아의 현실에 맞추어 이론화하고자 했는데, 그는 '자본주의의 발달이 더딘 러시아에서 혁명을 성공시키기 위해서는 소수의 직업적 혁명가인 전위당이 있어야 한다.'고 주장했다. 이어서 레닌은 핀란드에서 망명 생활하는 동시에 치밀하게 무장봉기를 준비했다.

#### 10월 혁명과 볼셰비키 정권 수립

연설하는 레닌

이 시기에 사회주의자들이 주축이 된 알렉산드르 케렌스키의 임시정부는 파격적이고 근본적인 개혁을 단행하여 서구식 제도를 도입하는 등 급진적으로 개혁을 단행했다. 하지만, 그 당시 민중들은 전쟁에 진저리가 쳐졌기에 우선 전쟁이 끝나길 바라는 열망이 무척 컸다. 그러나, 케렌스키의 임시정부는 이러한 민중들의 열망을 무시한 채 6월에 대공세를 펼쳤으나 역시 자멸적인 패배와 실패로 곧 한계를 드러낸다. 동시에 국내의 경제사정이 파탄으로 치달으면서 민중들의 지지기반을 잃어 갔고 민심은 극도로 동요되어 갔다.
9월로 들어서자 평화와 토지와 빵을 요구하는 볼셰비키가 호응을 얻기 시작했는데, 수도 페트로그라드는 물론이고 전국 주요도시별로 각 시내에서는 소비에트가 전국적인 지지를 얻으면서 볼셰비키 세력이 다수파세력으로 자리잡기 시작했다. 이 해 10월, 핀란드에서 망명생활중이던 레닌은 비밀리에 페트로그라드에 잠입하여 '지금이야말로 프롤레타리아 혁명을 일으켜 국가를 전복하고 프롤레타리아 독재를 확립할 시기'라고 소비에트 중앙위원들에게 주장하고, 나아가 '당장 무장봉기를 일으켜야 한다'고 주장했지만, 소비에트당 중앙위원회는 그의 무모한 전략에 완강히 저항했다. 레닌은 페트로그라드 소비에트 중앙위원들을 설득하고, 의장인 트로츠키의 협력을 얻어 ‘적위대’를 조직하는 데 성공한다.
1917년 11월 7일(러시아력 10월 25일) 10시 볼셰비키 1,000여명의 적위대의 급습으로 임시정부 타도에 성공한다. 여기에서 당시 민심은 볼셰비키를 향한 지지도는 어느 정도 있었어도 케렌스키 임시정부에 대해서는 지지하는 자가 거의 없었다. 좌파, 우파 등 그 누구도 임시정부를 지지하지 않았고, 정부는 공허 속에 있었다. 그렇게 됨으로써 볼셰비키의 적위대가 주도한 혁명은 무혈혁명으로 성공을 거뒀다. 이어서 레닌은 '모든 권세가 소비에트로 넘어왔음'을 선포함으로써 10월 혁명이 이루어진다.
1917년 11월 8일(러시아력 10월 26일), 새로운 소비에트 정부인 소브나르콤(인민위원평의회)이 평의회의 갈채 속에 탄생하면서 10월 혁명 직후 열린 전(全)러시아 소비에트 대회를 열었다. 많은 군중들의 갈채 속에서 레닌은 이어서 다음과 같이 연설하였다.
| “ | 볼셰비키가 그 필요성에 대해서 항상 얘기해 왔던 노동자와 농민의 혁명이 실현되었습니다. 우리는 지금 공산주의 체제 건설의 첫걸음을 내딛었습니다. 10월 24일, 10월 25일의 혁명은 공산주의 혁명의 시대를 열었습니다. 노동운동은 평화와 공산주의 이름 아래 승리할 것이고, 자신의 임무를 수행할 것입니다. | ” |

이어서 그는 각종 포고령을 읽어 나갔다. 레닌의 포고령에 대한 투표는 군중들로부터 지지를 받아 만장일치로 통과되었다. 이로써 레닌은 새로운 정부인 인민위원 소비에트의 의장으로 선출되었다. 이듬해 1918년, 그는 러시아 사회민주노동당을 러시아 공산당으로 개칭했다.

### 소비에트 연방 정부수반

#### 1차 세계대전 종전
러시아에서 혁명이 일어나면서 소비에트가 탄생하자, 연합국은 이를 인정하지 않았다. 1917년 10월 혁명 이후, 신생 소비에트 정권을 살리기 위해 1918년 3월, 레닌은 주위에 반대여론을 물리치고 독일제국과 비밀리에 브레스트-리토프스크 조약을 체결함으로써 전쟁을 끝낸다.
브레스트-리토프스크 조약의 주요 내용은 우크라이나, 발트3국, 핀란드 등을 독일제국에게 양도하고 독일제국의 위협으로부터 러시아가 벗어나고 연합국에서 탈퇴하는 것이었다. 그러나 이 조약 내용의 지역들은 당시 러시아 주요 산업지역들이어서 이 지역들을 넘기는 것은 곧 러시아(소비에트)에게 있어 치명적이었다.
레닌은 밖으로 우환을 없애고자 내부적으로 제헌의회를 소집하여 완전한 민주 선거를 통하여 자신이 집권하기를 바랐다. 그러나 예상 밖으로 민중은 레닌에게 냉담한 반응을 보여 레닌의 볼셰비키는 선거에 참패하였다. 이에 레닌은 두마(의회)를 강제로 해산시켰다.

#### 러시아 내전
이와 동시에 러시아에서는 1918년에 구체제 출신 장군들과 귀족들 세력으로 구성된 백군과 트로츠키가 지휘하는 볼셰비키 적군간의 내전이 벌어져 소비에트 연방 정권은 심각하게 위협받았다. 부유층과 왕족 외에 일부 지식인들까지 이들의 움직임에 동조했다. 특히 체코 군단(의용군)의 공세와 시베리아 지역의 콜차크제독이 이끄는 백군은 볼셰비키 정권을 심각하게 위협하였고 서구 열강세력들은 구체제 중심으로 이루어진 백군을 지원함으로써 러시아 내 볼셰비키 정권은 혼란 그 자체였다.
그러나 백군은 뚜렷한 제도나 정책 등 없이 단순히 '구체제'로 돌아가는 것만을 목표로 했다. 이 때문에 농민들과 노동자들은 백군에 등을 돌려 볼셰비키 적군에 가담하였다. 이어서 레닌은 전시 공산주의를 실행하여 토지개혁과 공장, 은행, 철도의 국유화 등 공산주의 개혁을 단행하였다. 내전기에 볼셰비키 세력들은 그의 지도하에 국내외의 반혁명세력이 가담한 백군에 맞서 싸워 소비에트 국가를 지켜냈다.
노동자와 공산주의자가 처음으로 징집됐고 내전 기간 내내 이들은 전투부대에서 높은 비율을 차지했다. 그러나 내전이 끝날 무렵에 붉은 군대는 주로 농민 징집병으로 이루어진 500만 명이 넘는 병력의 거대 기구가 됐다. 약 1/10만이 전투부대였고(붉은 군대든 백군이든 전선에 배치된 부대가 10만 명을 초과하는 경우는 드물었다), 나머지는 보급, 수송, 행정 일을 맡았다. 붉은 군대는 민간 행정의 붕괴로 생긴 빈자리를 상당한 정도로 매꿔야만 했다.

#### 폴란드-소비에트 연방 전쟁
1919년 2월부터 1921년 3월까지 신생 독립국가인 폴란드와 소비에트간에 벌어진 전쟁이었다. 이 전쟁으로 리가에서 평화조약을 맺었고, 리가 조약을 통해 소련은 영토가 줄어들고 폴란드는 서부 우크라이나와, 벨라루스를 얻었다.

#### 신경제 정책 추진
폴란드와의 전쟁과 적백내전이 끝나자 소비에트 정권 내부는 극도로 피폐해졌다. 이에 볼셰비키 정권과 당은 레닌의 지도하에 인민경제의 회복을 위해 노력했다. 레닌은 전국 전기화 계획을 발기하여 비상조치로서 '전시공산주의'라는 국유화 정책을 펼쳤다. 그러나, 이러한 '전시공산주의'라는 국유화 정책은 현실적인 측면에서 심각한 문제를 파생시켰다. 먼저, 당 조직의 관료화 경향이 나타나면서 대중과 유리되고 민주주의와의 거리가 멀어졌다는 점이다. 더욱 문제가 되었던 것은 생산의 전 영역이 소비에트로 귀속되었지만 중앙의 통제능력이 미치지 못하여 생산과 분배에 차질이 생긴 것이다. 특히 공산품을 적시에 공급받지 못한 농민들이 농산물 교부를 거부하는 사태까지 발생하였다.
전시공산주의는 급격한 공산화 정책들로 인해 경제적 혼란만 가중시켜 소련의 경제는 붕괴상태에 이르렀다. 레닌은 이를 해결하고자 공산화 정책을 완화하고 자본주의적인 생산방법을 일부 인정, 경제 개발을 위해 시장 경제를 제한적으로 도입한 신경제정책(NEP)을 추진했다. 신경제정책(NEP)은 전시 공산주의로 파괴된 러시아 경제를 재건하기 위해 실시된 것이며, 공산주의에 시장경제를 넣었다는 것이 특징이다. 신경제 정책과 더붙어 토지 자유 거래와 민영회사의 설립과 남녀평등이 이루어졌다. 그렇게 되어 신경제정책이 추진되는 기간 동안 농업 산출량은 10월 혁명 이전의 상태를 회복함은 물론, 훨씬 증대되어 갔다. 제정 시대의 봉건적인 토지 소유 구조가 해체되었으며, 시장을 통해 농업 잉여를 거래할 수 있게 됨에 따라 소련의 농업은 눈부신 발전을 거듭하였다. 그 후 1928년 곡물 파동을 계기로 신경제정책(NEP)는 폐지되고 모든 산업에 대한 국가 통제가 재확립되었다.
반면에 내전의 상처를 겪은 공업 분야의 회복과 발전은 상대적으로 더디어졌고 공업 발전이 상대적으로 뒤떨어짐에 따라 공업 상품의 가격은 높이 뛰었다. 이러한 물가 상승이 계속되면서 일부 농민층들도 무작정 싼 값에 식량을 도시에 팔지 않게 되었고, 이는 다시 도시민들의 불만을 가져왔다.
볼셰비키 정부는 이에 개입하여 기업들의 독점행위 규제, 핵심 공산품 가격 규제 등의 정책을 통해 물가 상승율을 안정시키고 위기를 극복하기 위해 노력하였다.
레닌의 창도로 1922년 12월 소비에트 사회주의 공화국 연방이 세워졌다.

#### 체카
체카는 공안기관으로 1917년 12월 20일, 레닌의 명령에 의해 설립되었다. 체카의 설립목적은 볼셰비키 정권의 체제수호와 공안을 책임지는 주된 무력이었다. 1921년 체카의 산하부대인 "공화국 국내 수비대"는 200,000명의 병력을 보유하고 있었다.
1922년 체카는 '국가정치부'(GPU)로 이름을 바꾸고 러시아 사회주의 연방 소비에트 공화국의 내무인민위원평의회(NKVD)의 산하조직으로 편입되었다.

#### 코민테른
제1차 세계대전이 일어났을 때 각국의 사회주의 정당이 자국의 전쟁을 지지함에 따라 '제2인터내셔널'이 붕괴되었다. 그러자 레닌은 '전쟁을 혁명으로'라는 슬로건을 내걸고 새로운 '제3인터내셔널' 창설을 목표로 활동했다. 1919년 3월, 레닌은 30여 국의 대표가 모스크바에 모인 자리에서 코민테른을 결성하였다. 코민테른은 국제공산주의운동의 지원을 위해 결성되어 코민테른을 통해 당시 약소국 식민지국가들의 무장 독립운동을 적극적으로 지원, 편의를 제공하기도 했다. 이에 따라 식민지 조선의 독립운동가들도 지원을 받았었다.
제1회 코민테른 대회에서는 실제 창립 선언만으로 그쳤다. 하지만 1년 후의 제2회 코민테른 대회(1920년 7월)에서는 '프롤레타리아(무산층) 독재'를 선언하고, 비합법 조직의 병행, 군대·농촌·노동자 조직, 의회에서의 활동, 식민지 독립, 민주적 집권주의 확립, 각당의 중앙위원회는 코민테른 대회와 집행 위원회의 결정에 무조건 복종할 것 따위의 구체적 가입 조건을 규정하고, '세계 혁명'을 목표로 운동을 펴나가기 시작했다.
이 코민테른은 뒷날, 1943년에 스탈린에 의해 해산된다.

### 암살미수와 말년

#### 암살미수와 숙청

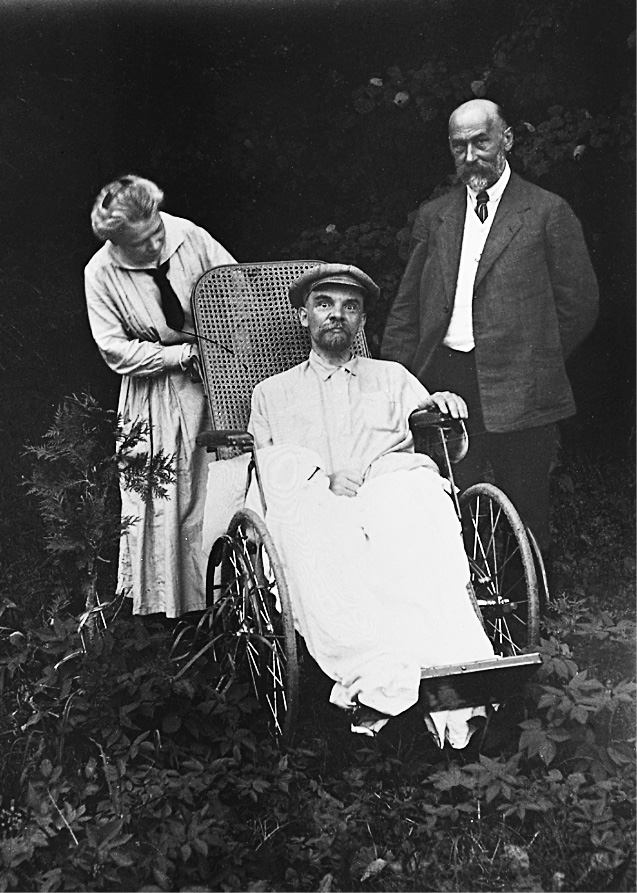
1923년의 레닌.

그는 1918년 사회혁명당(SR)좌익세력 봉기가 한창이었을 적에 사회혁명당(SR)당원이던 파니 카플란이란 여자가 쏜 총에 턱과 팔을 맞아 크게 중상을 입었다. 그 총상에 의한 부상 후유증 때문에 이후 그는 제대로 활동조차 하지 못하게 되었다. 그 밖에 폐질환 등의 질병들 역시 그의 운신을 불편하게 했다.

#### 말년
저격당하여 크게 중상을 입은 레닌은 말년에 총상 후유증과 누적된 과로를 겪으면서 몸져 누워 있었다. 기독교 근본주의 성향 학자들은 레닌이 질병으로 몸져 누워 있던 원인이 매독에 의한 것이라는 주장을 하고 있으나 이 설은 신빙성이 없는 설이다. 최근에는 독살설 등 다른 설들도 주장되고 있지만 근거는 부족하다. 그는 1922년 고혈압을 일으켜 점점 권력의 자리에서 밀려나다가 마지막 1년은 실어증까지 겹쳐 병상에 지내다 1924년 1월 21일 뇌일혈로 사망하였다. 한편에서는 소련에 적대적이던 주변의 제1세계에서 암살설이 대두되었다. 한편 레닌 자신은 스탈린이나 트로츠키가 집권할 경우 초래될 위기상황에 대해 깊은 불안감을 가지고 있었다고 전한다. 그는 죽기 전에 스탈린을 제1서기의 지위에서 박탈할 것을 명령했었다. 그러나, 스탈린의 해임을 촉구하는 레닌의 유언은 당 중앙위원회에서만 낭독되었을 뿐 출판되지 않았다.

### 사후

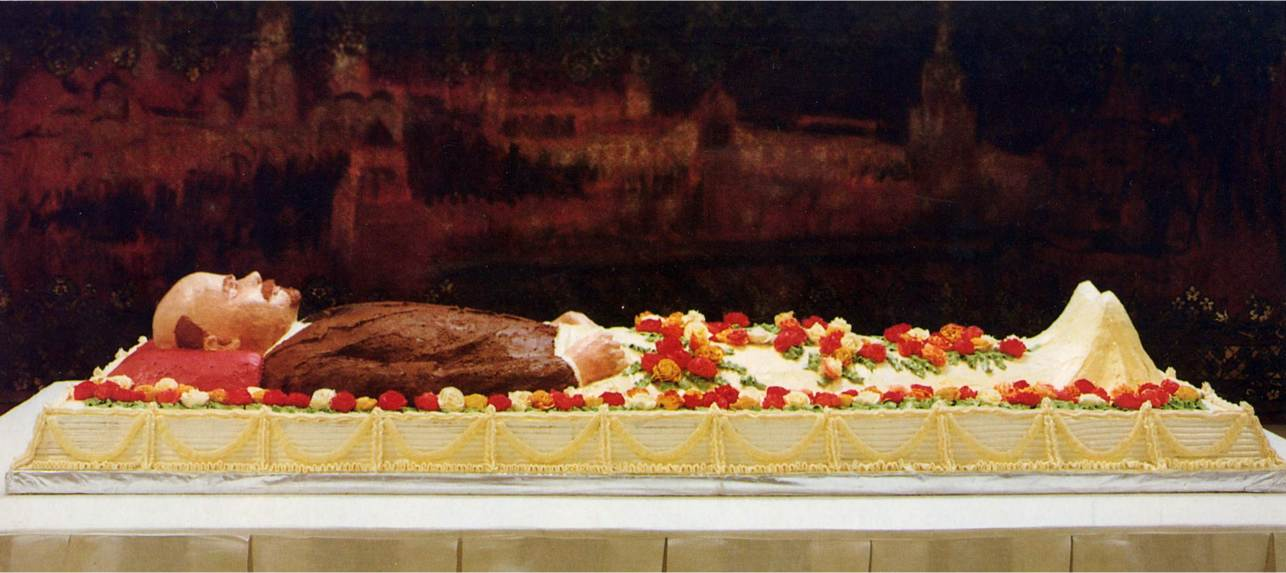
레닌 묘의 내부.

스탈린은 트로츠키가 러시아 사회민주노동당이 멘세비키와 볼셰베키로 나눠진 1903년 시점부터 레닌이 병상에 눕게 된 1923년까지 시종일관 레닌의 주장에 대항하였다고 공격했다. 분당 초기부터 레닌과 함께 활동을 해왔던 고참 볼셰비키들은 트로츠키가 당, 경제 운영 문제로 레닌과 수시로 다퉜던 것을 기억하고 있었으며, 특히 트로츠키가 혁명기에 반(反) 레닌 전선(8월 블록 사건)을 조직했던 것을 알고 있었기 때문에 대부분의 볼세비키는 스탈린을 지지하게 되었다. 또한 대다수의 볼셰비키는 트로츠키가 오랜 시간 멘셰비키로 활동하였으며, 10월 혁명 직전에 볼셰비키에 가담했다는 이유로 트로츠키가 레닌을 이을 정통성이 없다고 판단하였다.
트로츠키는 자신의 이론이 레닌이 주장했던 것을 계승한 입장이라고 강조하였다. 그는 스탈린의 주장이 타락한 관료주의 발로이며, 곧 혁명의 퇴조를 불러올 것이라고 공격하였으나 역부족이었다. 스탈린은 트로츠키의 이론이 멘셰비키의 조잡한 이론에 기초한 ‘멘셰비키적 극좌 모험주의’라고 반격하였다. 시간이 지났음에도 불구하고 여전히 볼셰비키 간부의 지지가 스탈린에게 쏠리면서 결국 트로츠키는 당내 권력 투쟁에서 패배하게 된다.
1927년이 되자 스탈린은 트로츠키를 당에서 추방하고 레닌을 우상화해 그의 후계자인 자신이 정당한 지도자라는 것을 확고히 했다. 레닌의 시체는 보존처리가 되어 현재에도 붉은광장에서 극히 제한된 시간 동안 전시된다. 오늘날 러시아에서 매년 4월 22일, 레닌의 생일날에 모스크바 붉은광장에서 레닌을 기리는 대규모 집회를 하곤 한다. 그의 저서는 《제국주의론》,《국가와 혁명》등이 있다.

## 저서
- 러시아에 있어서 자본주의의 발전(Development of Capitalism in Russia)
- 유물론과 경험비판론(Materialism and Empiriocriticism)
- 제국주의, 자본주의 최고의 단계(Imperialism, the Highest Stage of Capitalism)
- 국가와 혁명(The State and Revolution)
- 무엇을 할 것인가? (What is to be done?)
- 파리 코뮨의 교훈(The Lessons of the Paris Commune)

## 가족
- 아버지: 일리야 울리야노프
- 어머니: 마리야 울리야노바
  - 아내: 나데즈다 크룹스카야

## 기타

### 금욕주의
레닌은 스스로 철저한 금욕적 삶을 실천하였고, 죽을 때까지 정열을 경계하였다고 한다. 그는 당시 대부분의 사회주의자들이 도덕적 허무주의에 빠졌던 것을 죄악으로 여겼고, 이러한 경향을 부르주아적 타락이라고 여겼다. 레닌은 급진적인 혁명가였지만 도덕 문제에 있어서는 오히려 상당히 보수적인 입장을 갖고 있었으며, 당시 유럽의 진보적인 지식인들 사이에서 유행처럼 번지고 있던 여러 예술 사조(표현주의, 미래파 예술, 입체파 예술)를 ‘퇴폐주의 사조’, ‘쓰레기 잡동사니’라고 비판했다. 그는 공산주의 혁명가라면 무조건 금욕적 삶의 자세를 가져야 한다고 보았다. 사학자 드미트리 볼코고노프는 위와 같은 레닌의 태도가 마르크스주의에 대한 광신과 연결이 되어있다고 분석하였다. 그에 따르면, 레닌은 혁명 활동에서 공산주의에 대한 믿음이 광신적 단계에 이른 상태였다. 실제로 레닌은 혁명을 위해서는 인간의 욕구는 얼마든지 강력히 통제할 수 있다고 주장했으며, 인간의 욕구가 제도적으로 얼마나 통제될 수 있고, 그것이 인간 개개 차원에서 자체적으로 얼마나 억제되느냐에 따라 문명의 수준이 결정된다는 스토아 학파적 사고를 갖고 있었다.
레닌은 혁명가로서 맑은 정신을 갖추기 위해선 지속적인 신체 단련과 소식(小食)이 필요하다고 봤기에, 운동을 자주 하였고 식탐을 멀리했다. 그는 발전된 인간의 삶의 양식을 이른바 ‘스파르타식 생활 양식’이라고 여길 정도였고, 실제 스파르타식 생활 양식을 꾸준히 따랐다. 레닌의 금욕주의 및 통제적 사고에 질린 레프 트로츠키는 그를 프랑스의 정치가이자 독재자인 막시밀리앵 드 로베스피에르(Maximilien de Robespierre)라고 비판한 적도 있다. 볼코고노프는 이러한 레닌의 금욕주의에 대해 “레닌은 평생 관념론과 형이상학에 대항하였지만, 아이러니하게도 레닌 자신이 철저한 관념론자이자 형이상학자라는 것을 스스로의 인생을 통해 증명하였다.”라고 평가하였다.

### 정예주의
레닌은 볼셰비키 간부를 추천할 때 엄격한 기준에 따라 정하였다. 그는 혁명가라면 혁명에 헌신할 수 있어야 하고, 인민대중과 함께 고락을 나눠야 하며, 노선 고수를 위해 목숨을 버릴 수 있어야 한다고 보았다. 만약 인민대중 다수가 굶고 있다면, 혁명가도 같이 굶어야 한다는 것이다. 그렇기에 레닌 주위에 포진해있던 볼셰비키 간부들은 대부분 뛰어난 헌신성을 갖추고 있었고, 대중과 유리되지 않은 상태였다. 당시 러시아 제국 시기에 활동했던 대다수의 사회주의자들은 언행이 일치하지 못 한 모습을 많이 보여준 반면, 레닌은 언행이 일치된 삶을 중시하였고 실제로 그러하였다. 그는 볼셰비키 간부에게도 언행일치의 삶을 필생의 신조로 삼을 것을 요구하였으며, 특히 무지(無知)를 절대악이라고 여겼기에, 자체적인 학습을 강조하였다.

### 완고한 비타협심과 자존감
사학자 루이 피셔에 따르면 레닌은 타협을 혐오하였고, 논쟁에서의 패배를 죽음보다 두려워했다고 한다. 그래서 그는 상대가 완전히 패배 선언을 할 때까지 논쟁을 진행했으며, 이러한 끝까지 논쟁을 하려는 성격 덕에 러시아 사회민주노동당 내에서도 레프 트로츠키와 알렉산드르 보그다노프와 함께 가장 상대하기 까다로운 인물로 알려져 있었다. 이러한 레닌의 강한 성격은 혁명에 대한 강한 확신과 겹쳐지면서 혁명 활동에서 그가 인명을 경시하는 풍조로 이어지기도 하였다. 사학자 로버트 서비스는 레닌이 폭력에 대한 병적인 집착을 보이는 인물은 아니었으나, 거시적인 도덕 기준에서 이러한 판단이 “혁명에 득이 되는가 방해가 되는가?”로 귀결되었다고 평가한다. 그래서 레닌은 혁명을 위해서 때론 살인도 가능하다고 봤으며, 혁명 과정 중에 일어난 인명 살상 사태에 대해서 별다른 도덕적 가책을 느끼지 않았다고 한다. 실제 그는 수구적인 자본가와 우익을 인류 진보의 암적 존재로 봤기에 그들이 진보의 과정에서 죽는 것을 당연하다고 여겼다.
레닌은 그가 가진 완고한 성격으로 인해 개인적인 의미에서의 친구가 없었다고 한다. 그러나 동시에 레닌은 일반적으로 여겨지는 우정(友情)이나 사랑을 저급한 정열로 취급했으며, 진정한 사랑이란 오로지 혁명적 동지애(同志愛)라고 봤다.

### 조선 독립운동 세력과의 관계
1921년과 1922년 소비에트 연방을 방문한 한국인 공산주의 지도자들을 면담하기도 했다. 1921년 모스크바를 방문한 한국인 공산주의자 한형권, 김립 등을 면담하였는데, 레닌은 그들에게 조선인들은 공산주의를 아직 이해하지 못하고 있으니 민족주의 운동부터 한 다음에 부르주아 민주주의를 거쳐 공산주의 혁명을 이룩해야 한다고 조언하였다.
레닌은 한인 공산주의자들에게 자금지원을 약속했고 필요한 자금의 액수를 묻자, 한국인 공산주의자들은 40만 달러라고 말했다. 적은 액수라며 호쾌하게 웃던 그는 한인 공산주의자들에게 200만 루블(당시 기준으로 약 80만 달러, 지금 기준으로 약 1000만 달러)을 지불했다. 이 돈은 상하이 공산당의 이동휘가 보낸 한형권과 김립에 의해 30만 루블씩 분할 운송되었는데, 자금의 분배 과정에서 이르쿠츠크파 공산당에게는 지불되지 않아 논란을 일으켰다. 상해파 공산당과 이르쿠츠크파 공산당 간의 자금 갈등은 곧 대한민국 임시정부에도 입수되었고, 임시정부의 김구는 이들이 레닌에게 지원받은 돈을 임시정부에 내놓지 않았다는 이유로 오면직·노종균을 보내 김립을 사살하였다. 1922년 모스크바에 간 여운형은 국제 코민테른 대회에서 블라디미르 레닌과 만나 조선 독립 운동에 대한 대담을 나누었다고 한다.

## 같이 보기
| - 소련 공산당 - 사회주의 - 과학적 사회주의 - 무신론 - 민족해방운동 - 적자생존론 - 이오시프 스탈린 - 레프 트로츠키 - 트로츠키 - 코민테른 - 체카 - 소비에트 - 볼셰비키 - 멘셰비키 - 유물론 - 변증법 | - 국유화 - 제1차 세계 대전 - 알렉산드르 케렌스키 - 게오르크 헤겔 - 제정 러시아 - 러시아 내전 - 러시아 혁명 - 마오쩌둥 - 저우언라이 - 호치민 - 폴 포트 - 카를 마르크스 - 프리드리히 엥겔스 - 허정숙 | - 알렉산드라 콜론타이 - 프리드리히 니체 - 피델 카스트로 - 체 게바라 - 니콜라이 2세 - 이동휘 - 김립 - 한형권 - 원동피압박민대회 - 박헌영 - 마르크스-레닌주의 - 러시아사회민주노동당 |

## 참고 자료
- MBC 다큐멘터리 '세계를 뒤흔든 순간' - 러시아 혁명 5부작 (1~3부까지 참조함.)
- 《스탈린과 히틀러의 전쟁》- 리처드 오버리 지음.
- 이 문서에는 다음커뮤니케이션(현 카카오)에서 GFDL 또는 CC-SA 라이선스로 배포한 글로벌 세계대백과사전의 내용을 기초로 작성된 글이 포함되어 있습니다.

- 네이버 캐스트 : 오늘의 인물 - 블라디미르 레닌
- Marxists.org Lenin Internet Archive - Extensive compendium of writings, a biography, and many photographs
- Marx2Mao.org - Lenin Internet Library
- Lenin's speech (video) - Lenin's speech with subtitles
- Article on Lenin written by Trotsky for the Encyclopedia Britannica
- Reminiscences of Lenin by N. K. Krupskaya
- Impressions of Soviet Russia  by John Dewey
- Information on Lenin's Grave
- The Lenin Museum (핀란드 탐페레)
- Lenin and the First Communist Revolutions
- Lenin Internet Archive Biography includes interviews with Lenin and essays on the leader
- Mirrors of Moscow: Nikolai Lenin by Louise Bryant
- Nicolai Lenin 보관됨 2016-03-03 - 웨이백 머신 His Life and Work by G. Zinovieff, Indiana State University
- The Personality and Power of Nikolai Lenin From Raymond Robins' Own Story by William Hard (1920)
- TIME 100: V.I. Lenin 보관됨 2008-10-21 - 웨이백 머신 by David Remnick, 13 April 1998
- Statues and portraits of Lenin
- Re: Lenin in color - high quality edition - 유튜브
- The Ghosts of Lenin Abound by The Moscow News Weekly, January 15, 2009